# 불추

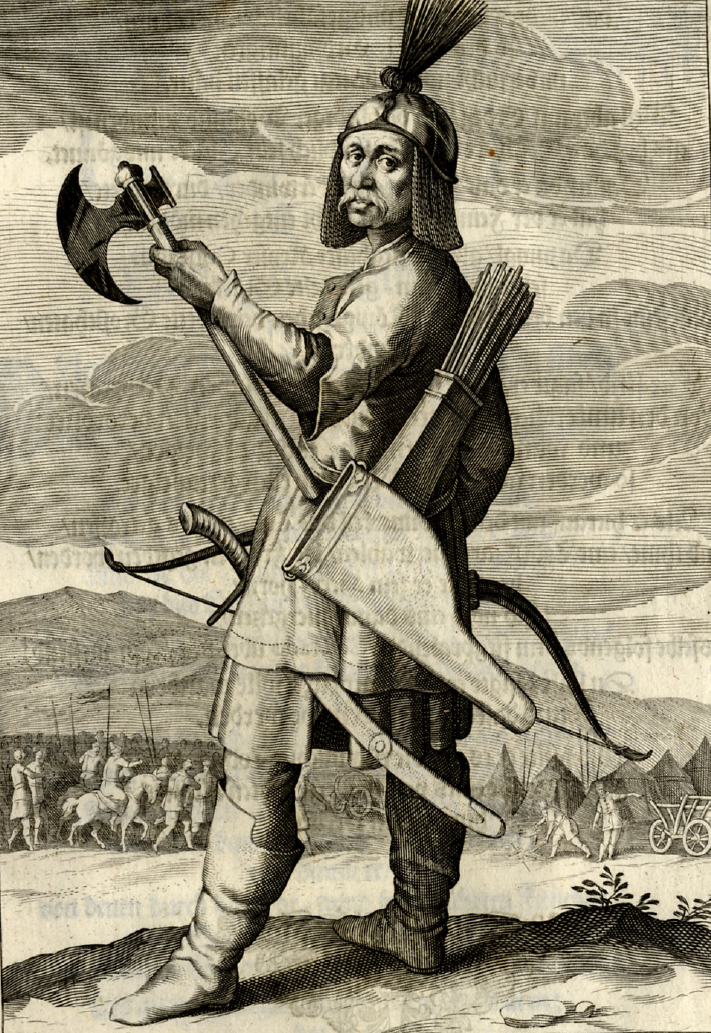
1654년 그림.

불추(헝가리어: Bulcsú) 또는 베르불추(헝가리어: Vérbulcsú, 생년 미상 ~ 955년 8월 10일)는 머저르인의 군장이었다. 아르파드의 후손 턱쇼니의 휘하에서 활약한 군사지도자로, 하르카의 작위를 가졌다. 그는 머저르인의 유럽 침공에서 가장 중요한 인물들 중 하나다.
955년 레히펠트 전투에서 패배하고 포로로 잡혔고 독일인들에 의해 사형에 처해졌다.